# Simacota
Simacota est une municipalité située dans le département de Santander en Colombie.